# Tibirita
Tibirita es un municipio colombiano ubicado en el departamento de Cundinamarca. Forma parte de la provincia de Almeidas, y se encuentra a noventa y siete (97) kilómetros al noreste de Bogotá.

## Toponimia

### Origen lingüístico[3]
- Familia lingüística:
- Lengua:

### Significado
Tibirita puede ser el nombre de una flor dada por nuestros primeros habitantes que acertadamente le dan este nombre. Un significado posible puede ser "Nuestra Alegre Labranza". Tibirita posiblemente pertenece a la lengua general Muisca y presenta los vocablos ti "canto", "alegrí", bi "y", "conector", ri-qui "árbol, madera, bosque", ta "labranza, dominio".

### Origen / Motivación
El nombre del municipio se relaciona con la denominación del caserío indígena de Tibirití, el cual se encontraba ubicado en el cerro de Renquirá; actualmente el nombre de Renquirá es el de una vereda dentro del municipio.

### Nombres históricos
- Tibirití (Descubrimiento y Conquista)
- Nuestra Señora de los Dolores de Tibirita (1799)

## Historia
En la época precolombina, el territorio del actual municipio de Tibiritá estuvo habitado por el pueblo muisca, en un caserío situado en el cerro Renquirá. 
Tras la llegada de los españoles, el poblado fue trasladado desde Renquirá hasta el lugar en el que se encuentra actualmente. Allí levantó sus aposentos don Diego Hernández. El primer encomendero de Tibiritá fue don Cristóbal Arias de Monroy, natural de la villa de Almodóvar del Campo, quien fue soldado del adelantado Gonzalo Jiménez de Quesada.
El 8 de julio de 1593 el pueblo de Tibiritá fue fundado por el oidor Miguel de Ibarra.
El 27 de abril de 1756, teniendo en cuenta que solo había 213 indios en Tibiritá, se pensó en extinguir el pueblo. En 1777 el corregidor José María Campuzano y Lans declaró extinguido el pueblo y sus 224 indios, agregados a Sutatenza el 24 de noviembre de ese año.
A comienzos de 1778, mediante memorial de quejas, los indios protestaron por la extinción y pidieron que los dejaran en su pueblo, pero el traslado se hizo efectivo a Sutatenza y duró hasta 1783. Sin embargo, apenas se declaró la extinción del pueblo, el mismo corregidor Campuzano y Lans incitó a los vecinos mestizos y blancos a que pidieran la fundación de parroquia en el mismo sitio, y al efecto el 28 de noviembre de 1777 proyectó el auto, mediante el cual se creó la parroquia de Tibiritá el 22 de enero de 1778, siendo su primer párroco el sacerdote Manuel de Useche, quien lo era del pueblo indio, y entonces adelantaba la construcción de la iglesia.

## Geografía
El municipio de Tibirita se encuentra situado en las estribaciones de la cordillera Oriental, al  oriente de Cundinamarca, en la Región de los Almeidas; cuenta con una altura media de 1980 m s. n. m. El rango de temperatura anual se encuentra entre los 18° y los 25° grados. La distancia a la ciudad de Bogotá es de 190 km por la vía Bogotá-Tunja, variante Sisga-Machetá-Manta. Su superficie total es de 57 kilómetros cuadrados.

### Límites municipales
| Noroeste: Chocontá                    | Norte: Villapinzón      | Nordeste: La Capilla ( Boyacá) |
| Oeste: Machetá (Quebrada La Colorada) |                         | Este: La Capilla ( Boyacá)     |
| Suroeste: Manta                       | Sur: Guateque ( Boyacá) | Sureste: Tenza ( Boyacá)       |

### División administrativa
El área rural del municipio está integrada por catorce veredas: Barbosa, Cañadas, Fuguntá, Gusvita, Laguna, Llanos, Medio Quebradas, Páramo, Renquira, Resguardo, San Antonio, Soatama, Socuata y Teguavita.

## Movilidad
El municipio de Tibirita se conecta desde Bogotá por la Autopista Norte y desde Chía hasta la Represa del Sisga en Chocontá por la Ruta Nacional 55 y luego, desde esta última hasta los límites con Manta en la Ruta Nacional 56 hacia el municipio boyacense de Guateque, ya sea directamente a él o por las variantes que pasan por el casco urbano tibiritano, que a su vez hay vía al nororiente a La Capilla. 

## Turismo
- Artesanías: Productos de cerámica, amero y mimbre, y tejidos en lana y fique.
- Casa de la Cultura: Allí se encuentra el mural "Los Promeseros".
- Cascada La Tocola y la Chorrera
- Aguas Termales.
- Mirador del Cerro del Volador.
- Casa Oratoria
- Muro indígena
- Cueva del Soriano: Arte rupestre (pictografías)
- Parque Principal: Con empedrado en lajas naturales.
- Iglesia de Nuestra Señora de los Dolores de Tibirita con hermosos frescos pintados por el Maestro de Tibirita Carlos Reyes

## Símbolos
Bandera: se compone de tres franjas verticales iguales similar a la de Francia. El tercio del asta se compone a su vez de un tercio para la bandera de Cundinamarca, departamento al que pertenece y los dos tercios restantes son de fondo azul oscuro, que simboliza los valores de la religión, el suelo y el agua; en el cual contienen catorce estrellas de cinco puntas alrededor (una por cada vereda) de la principal de seis (que es el casco urbano) simbolizando la comunicación entre ellas. En cuanto a los tercios restantes, el fondo blanco simbolizan la inocencia, paz y tranquilidad y el verde, el amor, la pertenencia al territorio y las buenas costumbres.